# Blainville-sur-Mer
 Blainville-sur-Mer  (pronunciado /blɛ̃vilsyʁmɛʁ/) es una población y comuna francesa, en la región de Baja Normandía, departamento de Mancha, en el distrito de Coutances y cantón de Saint-Malo-de-la-Lande.

## Demografía
| 968 | 974 | 953 | 1016 | 1113 | 1319 |
| Para los censos de 1962 a 1999 la población legal corresponde a la población sin duplicidades (Fuente: INSEE [Consultar]) |     |     |      |      |      |

Forma parte de la aglomeración urbana de Agon-Coutainville.

## Hermanamiento
- Zimmerbach (Alto Rin)  Francia